# Oleszyce
Oleszyce (pronunciación polaca: [ɔlɛˈʂɨt͡sɛ]; ucraniano: Олешичі, Oleshychi) es una ciudad polaca, capital del municipio homónimo en el distrito de Lubaczów del voivodato de Subcarpacia. En 2006 tenía una población de 3168 habitantes.
Se conoce la existencia de la localidad desde 1431. En 1458 fue construida aquí una iglesia católica de madera por los propietarios de la localidad, la familia noble Ramsza. En 1570 pasó a ser una dependencia directa del voivodato de Rutenia, tras lo cual en 1576 el voivoda estableció junto a Oleszyce una ciudad llamada "Hieronimow", basada en el Derecho de Magdeburgo. En 1578, el rey Esteban I Báthory confirmó los derechos urbanos de la nueva ciudad. A lo largo del siglo XVII y en los primeros años del siglo XVIII, ambas localidades sufrieron importantes plagas e incendios, así como ataques de los tártaros de Crimea y los cosacos de Zaporozhia; todo esto limitó el crecimiento de los asentamientos, que acabaron uniéndose en una sola localidad llamada "Oleszyce", que desde 1731 pasó a pertenecer a la familia noble Czartoryski.
En la partición de 1772, se integró en el Imperio Habsburgo, que la mantuvo como una pequeña localidad de señorío y le retiró el estatus urbano en 1880. La ciudad se volvió a desarrollar en la Segunda República Polaca, teniendo en 1938 una población de tres mil quinientos habitantes, de los cuales algo más de la mitad de los habitantes eran judíos, repartiéndose el resto de la población a medias entre polacos y ucranianos. En 1942, la Wehrmacht expulsó a la mayoría de los judíos a un gueto en Lubaczów, desde el cual la mayoría de ellos fueron asesinados mediante su traslado al campo de exterminio de Bełżec; estos hechos, junto con graves ataques del Ejército Insurgente Ucraniano en 1945, dañaron gravemente la localidad.
Se ubica en la periferia occidental de la capital distrital Lubaczów, en la salida de dicha ciudad de la carretera 867 que lleva a Przeworsk.